# Lambda2 Fornacis
Lambda2 Fornacis (λ2 For / HD 16417 / HR 772) es una estrella en la constelación de Fornax de magnitud aparente +5,78 situada a 83 años luz del sistema solar.
Desde 2009 se conoce la existencia de un planeta extrasolar en órbita alrededor de esta estrella.
Lambda2 Fornacis es un análogo solar —estrella de características similares a las del Sol— de tipo espectral G1V.
Tiene una temperatura efectiva de 5936 K y una luminosidad 2,7 veces mayor que la luminosidad solar.
Su radio es un 50% más grande que el del Sol y gira sobre sí misma con una velocidad de rotación proyectada de 2,1 km/s.
Su tamaño y su gravedad superficial, inferior a 4,5, indican que es una estrella evolucionada que está abandonando la secuencia principal.
Su edad se estima en 5200 millones de años aproximadamente y posee una masa un 18% mayor que la masa solar.
Tiene una actividad cromosférica extremadamente baja.
Lambda2 Formacis muestra una metalicidad —abundancia relativa de elementos más pesados que el helio— superior a la solar en un 35% ([Fe/H] = +0,13). Otros elementos como níquel, magnesio o silicio también son sobreabundantes.
Asimismo, presenta un contenido de litio más alto que el del Sol (A(Li) = 1,71), aunque inferior al valor cósmico de este elemento.

## Sistema planetario

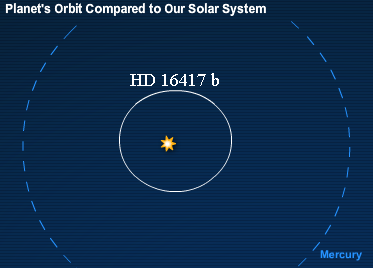
Comparación entre la órbita de HD 16417 b y la de Mercurio.

El planeta extrasolar en torno a Lambda2 Fornacis, denominado HD 16417 b, tiene una masa similar a la de Neptuno. Orbita a una distancia media de 0,14 UA respecto a la estrella, un 36% de la distancia que hay entre Mercurio y el Sol.
Completa una órbita alrededor de Lambda2 Fornacis cada 17,2 días.
| Acompañante (En orden desde la estrella) | Masa (MJ)      | Período orbital (días) | Semieje mayor (UA) | Excentricidad |
| ---------------------------------------- | -------------- | ---------------------- | ------------------ | ------------- |
| HD 16417 b                               | > 0,069 ± 0,07 | 17,24 ± 0,01           | 0,14 ± 0,01        | 0,2 ± 0,09    |